# Maman, je suis vivant
Pour plus de détails, voir Fiche technique et Distribution.
Maman, je suis vivant (Mama, ich lebe) est un film de guerre romantique soviéto-est-allemand réalisé par Konrad Wolf, sorti en 1976.

## Synopsis
Dans un camp de prisonniers de guerre soviétique, les soldats allemands Becker, Pankonin, Koralewski et Kuschke choisissent de collaborer avec l'Armée rouge contre les troupes allemandes. Le major balto-soviétique Mauris accompagne les nouveaux camarades, qui portent désormais l'uniforme soviétique, vers le front.
Au cours de leur long voyage dans un train très confortable pour la guerre, les quatre hommes font connaissance des habitants et des conditions de vie du pays qu'ils ont autrefois combattu et réfléchissent à leur situation. Le spectateur découvre peu à peu l'histoire de chacun d'entre eux et peut suivre leur évolution intérieure.
Arrivés au front, seuls trois d'entre eux décident de s'engager dans la lutte armée contre leurs compatriotes. Mais au moment décisif, ils hésitent à tirer sur ces derniers, tuant ainsi leur camarade et ami soviétique Kolja.
Pendant ce temps, le quatrième d'entre eux, Pankonin, s'est vu confier la tâche d'écouter les messages radio allemands en compagnie de Svetlana, une militante de l'Armée rouge. Svetlana et lui tombent amoureux.
Finalement, trois d'entre eux, tirés au sort, sont déposés derrière les lignes ennemies pour une opération commando en uniforme allemand et meurent en tentant de revenir du côté soviétique. Parmi les morts se trouve l'amant de Svetlana, Pankonin.
Seul Becker a survécu. Dans le camp de prisonniers, il avait reçu d'un codétenu allemand un papier sur lequel figurait l'adresse de ce dernier et la phrase « Maman, je suis vivant ».

## Fiche technique
- Titre original : Mama, ich lebe
- Titre français : Maman, je suis vivant[2]
- Réalisateur : Konrad Wolf
- Scénario : Konrad Wolf, Wolfgang Kohlhaase
- Photographie : Werner Bergmann (de)
- Montage : Evelyn Carow (de)
- Musique : Rainer Böhm (de)
- Sociétés de production : Deutsche Film AG, Lenfilm, Sovinfilm
- Pays de production :  Allemagne de l'Est,  Union soviétique
- Langue de tournage : allemand
- Format : Couleur Orwo - 1,66:1 - Son mono - 35 mm
- Durée : 103 minutes (1h43)
- Genre : Film de guerre romantique
- Dates de sortie :
  - Allemagne de l'Est : 24 février 1977
  - Allemagne de l'Ouest : 6 octobre 1978 (télévision)
  - Hongrie : 22 février 1979

## Distribution
- Peter Prager (de) : Becker
- Uwe Zerbe (de) : Pankonin
- Eberhard Kirchberg (de) : Koralevski
- Detlef Gieß (de) : Kouchke
- Donatas Banionis : Mauris
- Margarita Terekhova : Svetlana